# Gelbsperre

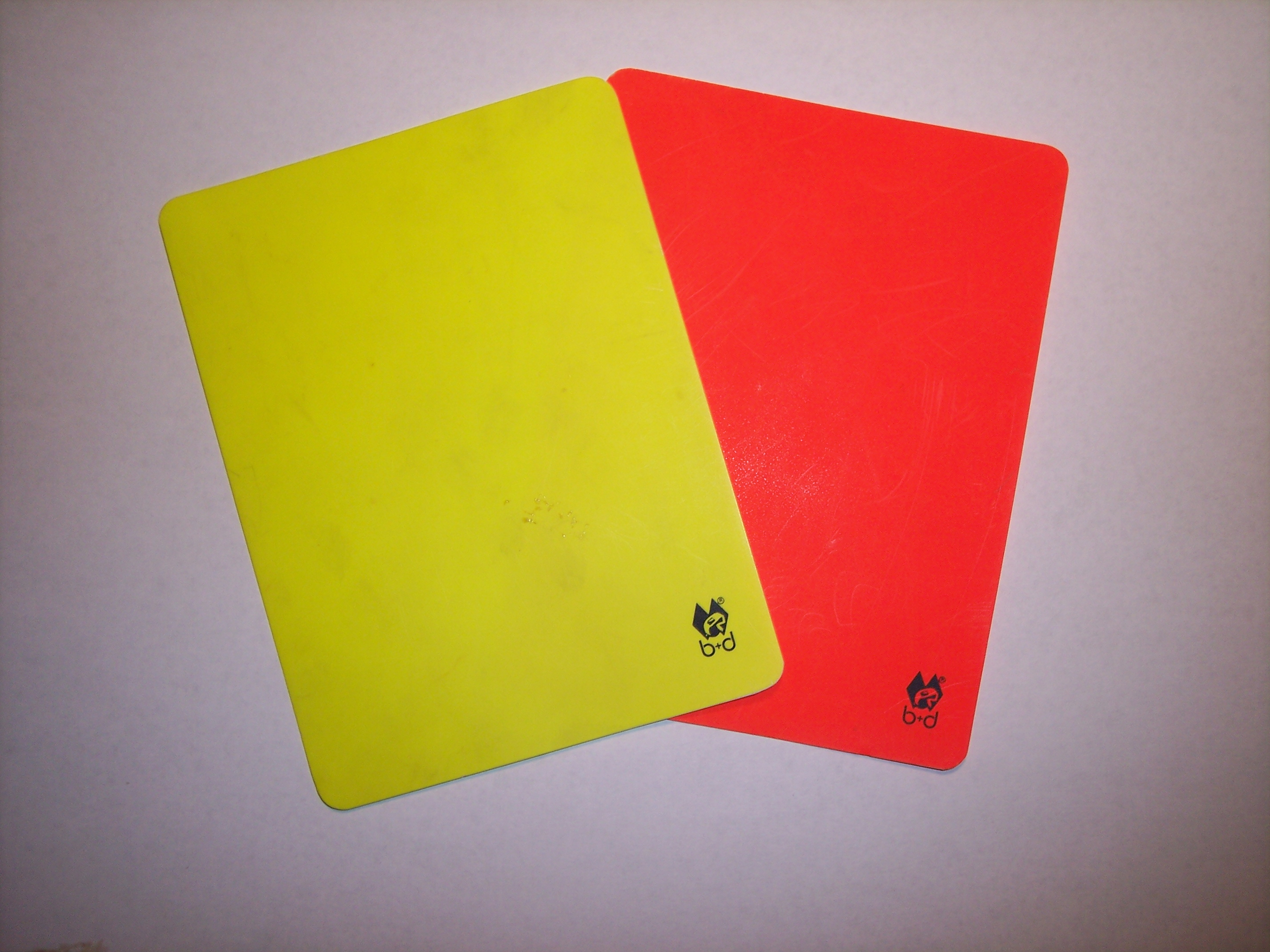
Gelbe Karte und Rote Karte

Von einer Gelbsperre spricht man, wenn ein Fußballspieler in einem Wettbewerb durch das Sammeln von mehreren Gelben Karten für eine gewisse Anzahl von Spielen (in der Regel eines) gesperrt wird. Die Verwarnungen müssen dabei nicht zwingend in direkt aufeinanderfolgenden Spielen ausgesprochen werden.
Eine Gelbe Karte zieht während eines Spiels keine direkten Folgen für den Spieler nach sich, eine zweite Verwarnung jedoch zieht den sofortigen Ausschluss vom Spiel nach sich (Gelb-Rote Karte). Anders als bei einem sofortigen Ausschluss eines Spielers vom Spiel durch die Rote oder Gelb-Rote Karte kommt es bei einer Gelbsperre zu keiner Zeit zu einer Unterzahl-Situation. Der gesperrte Spieler darf lediglich – wie auch bei einer Rotsperre – beim nächsten Spiel in diesem Wettbewerb nicht aufgestellt werden.
Bei Welt- und Europameisterschaften wird ein Spieler nach der zweiten Gelben Karte für ein Spiel gesperrt. Sowohl bei der Fußball-Weltmeisterschaft 2006 als auch der Fußball-Europameisterschaft 2012 waren beispielsweise Spieler, die im ersten und zweiten Vorrundenspiel jeweils eine Verwarnung durch eine gelbe Karte bekommen hatten, für das dritte Vorrundenspiel gesperrt. Ebenso konnten Spieler im nächsten Spiel nicht eingesetzt werden, wenn sie in zwei K.-o.-Runden-Spielen jeweils eine Gelbe Karte bekamen. Bei der Fußball-Weltmeisterschaft 2010 wurde die Regel so geändert, dass Gelbsperren nach dem Halbfinale (also im Finale oder Spiel um den dritten Platz) nicht möglich sind.
In der deutschen Fußball-Bundesliga wurde die Regel zur Saison 1979/80 eingeführt; sie sah eine Sperre nach jeweils vier Gelben Karten vor. Zu verdanken ist dies vermutlich dem Spieler Walter Frosch, der in der Zweitliga-Saison 1976/77 in 37 Spielen 18 oder 19 Verwarnungen erhielt. Mit Einführung der Gelb-Roten Karte zur Saison 1991/92 wurde die Gelbsperre vorübergehend abgeschafft und zur Saison 1993/94 mit der bis heute gültigen Regel, nach der bei jeder fünften Gelben Karte die Sperre greift, wieder eingeführt.
In der österreichischen Bundesliga wird ebenfalls nach den ersten fünf Gelben Karten, dann aber bereits nach jeweils vier weiteren Gelben Karten (d. h. nach der 5., 9., 13. usw. Gelben Karte) eine Gelbsperre verhängt.
In der Schweizer Super League wird jeweils nach vier Gelben Karten eine Spielsperre ausgesprochen.
In der Premier League (England) wird ein Spieler für ein Spiel gesperrt, wenn er fünf Gelbe Karten zwischen dem ersten Tag einer Saison und dem 31. Dezember bekommt. Erhält er im Januar oder später die fünfte Gelbe Karte, wird er nicht für das anschließende Spiel gesperrt. Sammelt ein Spieler zwischen dem ersten Tag einer Saison und dem zweiten Sonntag im April 10 Gelbe Karten, wird er für zwei Spiele gesperrt. Bekommt er im Laufe einer ganzen Saison 15 Gelbe Karten, wird er für drei Spiele gesperrt. Erhält er darüber hinaus weitere fünf Gelbe Karten, kommt der Spieler vor ein Sportgericht, das eine angemessene Strafe verhängen kann. Das passiert dann bei fünf weiteren Gelben Karten jedes Mal, bis die Saison vorbei ist.